# Carbonia
Carbonia ist eine italienische Stadt und Gemeinde auf Sardinien mit 25.971 Einwohnern (Stand 31. Dezember 2023). Zusammen mit Iglesias ist Carbonia Hauptstadt der Provinz Sulcis Iglesiente.

## Lage und Daten
Carbonia liegt in der historischen Region Sulcis und bildet ihr urbanes Zentrum. Die etwa 70 km westlich von Cagliari gelegene Landschaft war früher sumpfig und wurde Anfang des 20. Jahrhunderts trockengelegt.
Die Gemeinde besteht neben Carbonia noch aus den zehn angeschlossenen Fraktionen Bacu Abis (2000 Einwohner), Barbusi, Corongiu, Cortoghiana (2700 Einwohner), Flumentepido, Genna Corriga, Is Gannaus, Medau Desogus (150 Einwohner), Serbariu und Sirri. Bacu Abis und Cortoghiana sind wie Carbonia auf dem Reißbrett geplant worden.
Die Nachbargemeinden sind Gonnesa, Iglesias, Narcao, Perdaxius, Portoscuso, San Giovanni Suergiu und Tratalias.

## Geschichte
Carbonia wurde am 5. November 1937 von König Viktor Emanuel III. gegründet und am 18. Dezember 1938 im Beisein von Benito Mussolini eingeweiht. Die Stadt wurde für die Arbeiter der nahen Kohlebergwerke gebaut, daher auch der Name. Die Bergwerke wurden zwischen 1936 und 1947 angelegt, in dieser Zeit arbeiteten bis zu 18.000 Menschen hier. So hatte die Stadt schon zwei Jahre nach ihrer Gründung 29.000 Einwohner (Platz 3 auf Sardinien nach Cagliari und Sassari). Nachdem die Kohlelager Istriens an Jugoslawien gekommen waren, gewannen die sardischen Kohlelager neue Bedeutung, deren abbaubare Kohlevorkommen auf 24 Millionen Tonnen geschätzt wurden. Daher wohnten 1949 mehr als 60.000 Menschen in Carbonia. Mit der Zeit verlor die sardische Kohle an Bedeutung. Bis 1971 schlossen fast alle Bergwerke. Viele Bergarbeiter fanden im Zuge des deutsch-italienischen Anwerbeabkommens Arbeit in Deutschland. Die Bevölkerungszahl sank in der Folge auf etwa die Hälfte. Um den Niedergang Carbonias aufzuhalten, wurden in den 1970er Jahren und darauf andere Industriekomplexe errichtet. Trotzdem ist die Arbeitslosigkeit hoch.
In jüngerer Zeit erlebte Carbonia einen Aufschwung als Dienstleistungszentrum und von 2005 bis 2016 als Sitz der Provinzverwaltung (zusammen mit Iglesias) der Provinz Carbonia-Iglesias bzw. seit 2016 als provisorische Hauptstadt der Provinz Sud Sardegna. Seit April 2017 ist Carbonia offizielle Hauptstadt der Provinz.

## Sehenswürdigkeiten
- Großes Bergwerk von Serbariu: Die Fördergerüste des Bergwerks bilden eines der Stadtkennzeichen. Einer der Stollen kann besichtigt werden.
- Museum der Kohle (Museo del carbone)
- Archäologisches Museum in der Villa Sulcis
- Piazza Roma: Der Platz in der Innenstadt präsentiert sich im typisch faschistisch-sachlichen Stil. Am Platz befinden sich das Rathaus und die Pfarrkirche zum Heiligen Pontianus im neoromanischen Stil, das Stadttheater, der Freizeitclub (Dopolavoro) und der Stadtturm (ehemals Liktorenturm). In der Nähe befindet sich das Denkmal des Bergarbeiters.
- Monte Sirai: Auf dem im Nordwesten der Stadt gelegenen Berg befinden sich eine phönizische Stadt mit Nekropole und Tofet. Außerdem finden sich dort eine Nuraghe und verschiedene Domus de Janas.

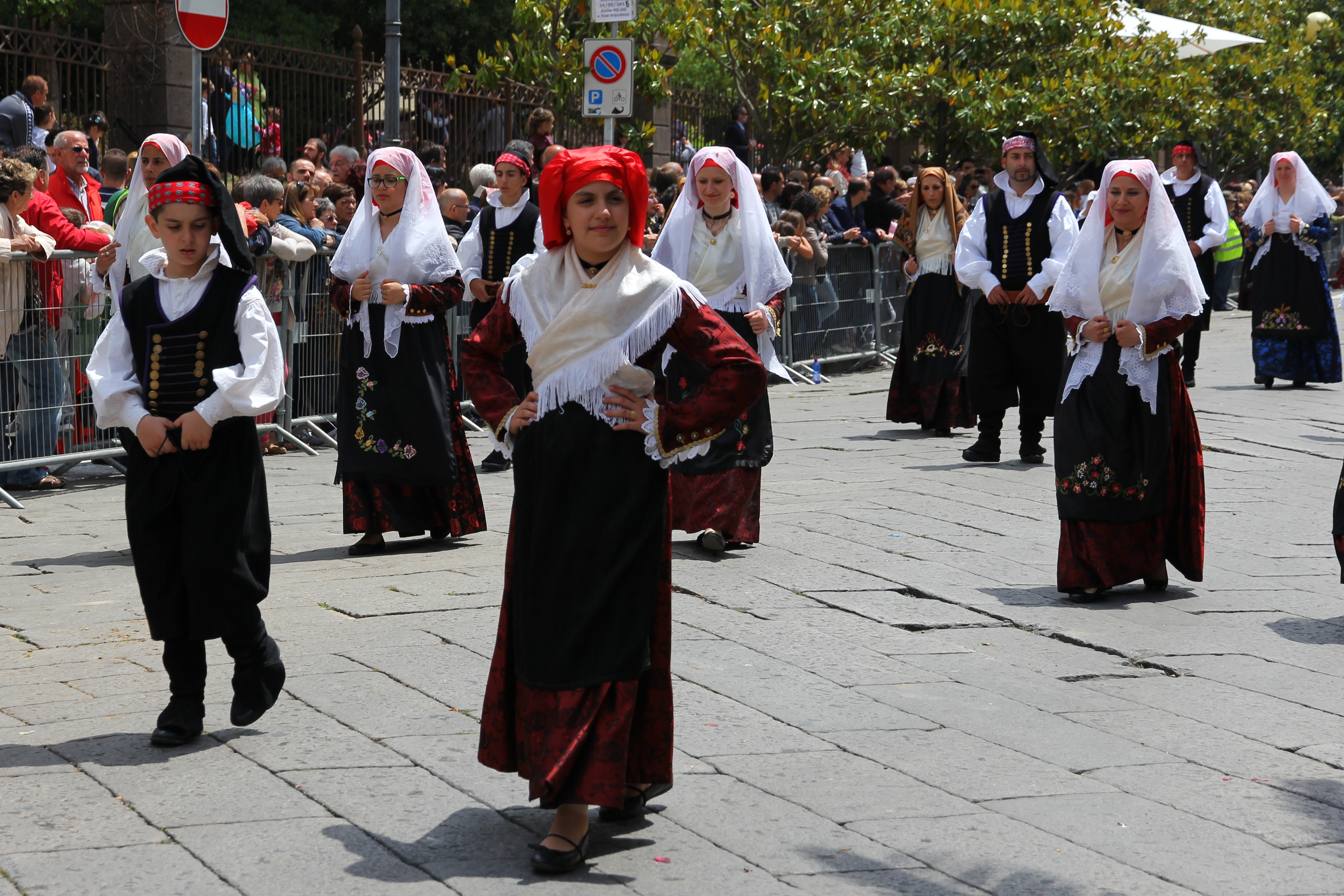
Traditionelle Tracht
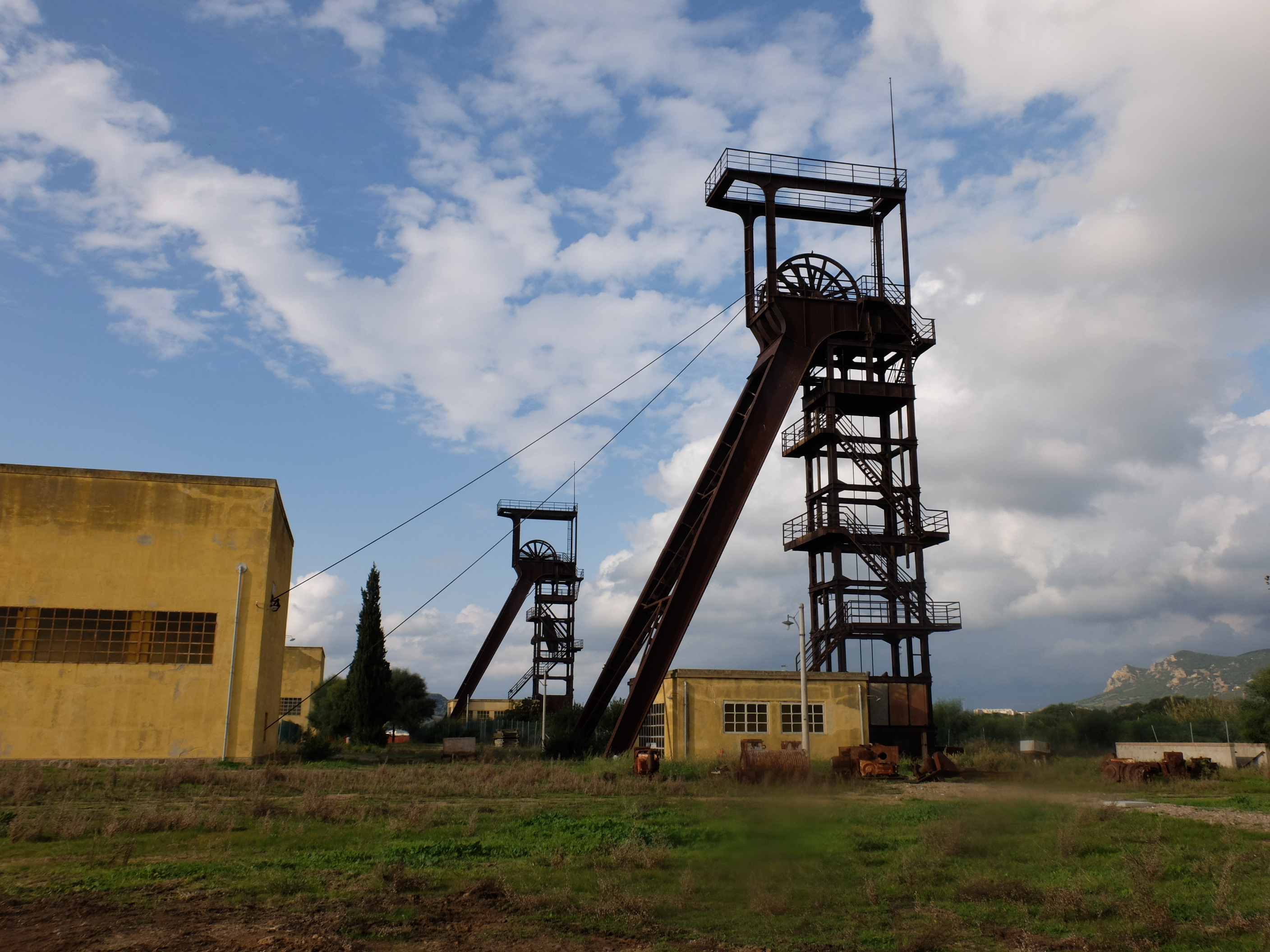
Fördergerüste des Bergwerks Serbariu
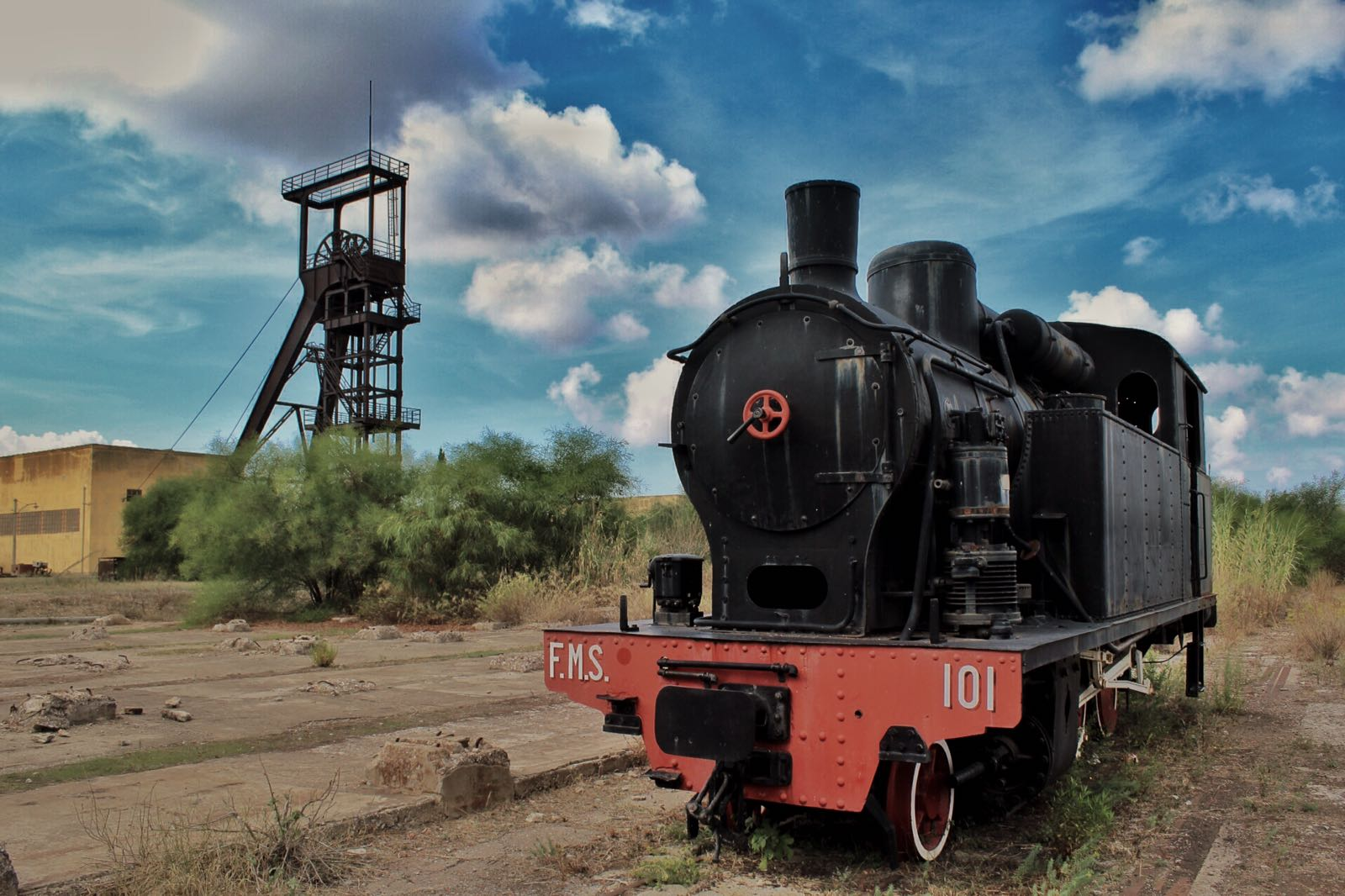
Lok in Serbariu
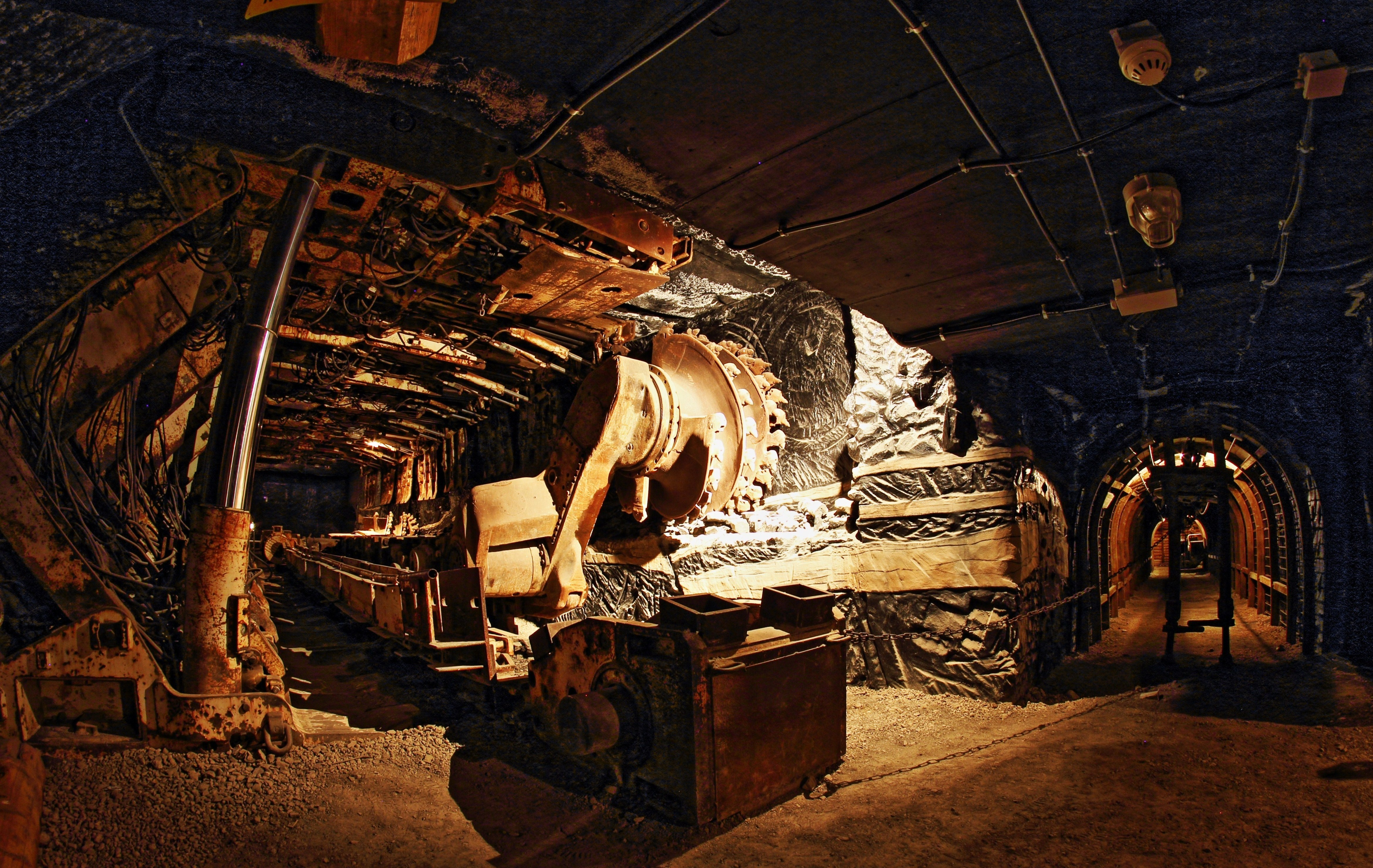
Stollenanlage des Bergwerks
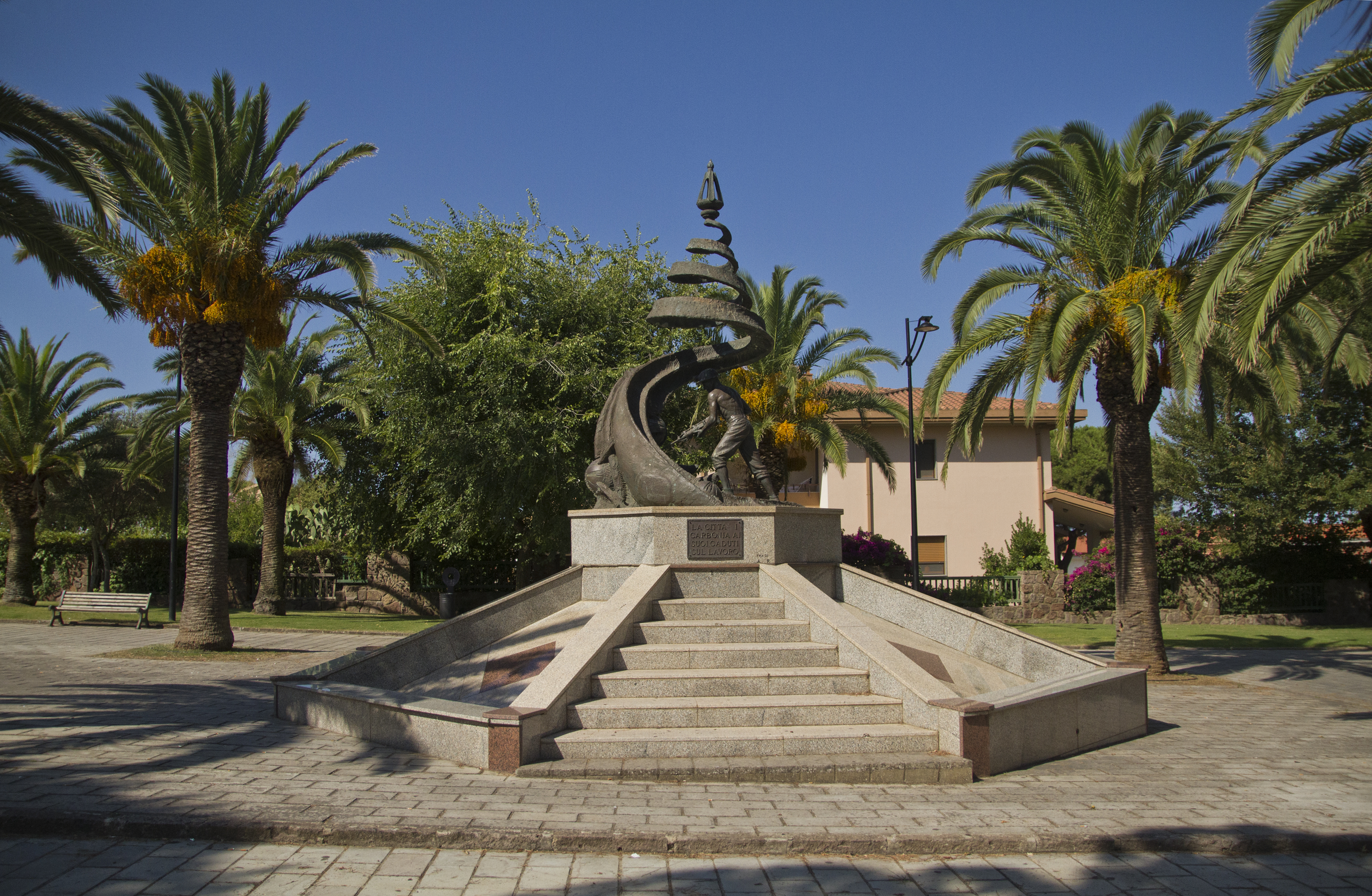
Denkmal des Bergarbeiters
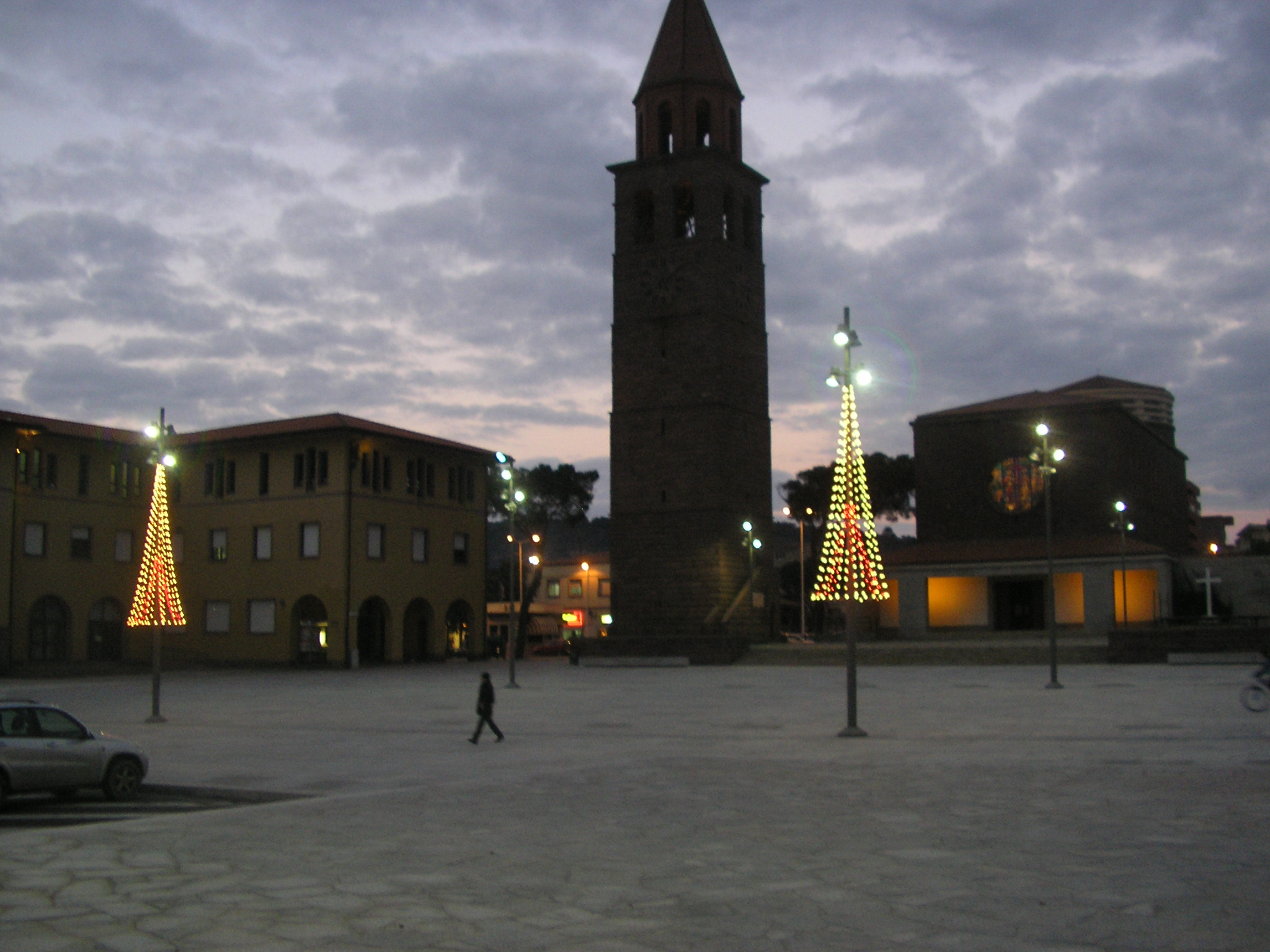
Piazza Roma
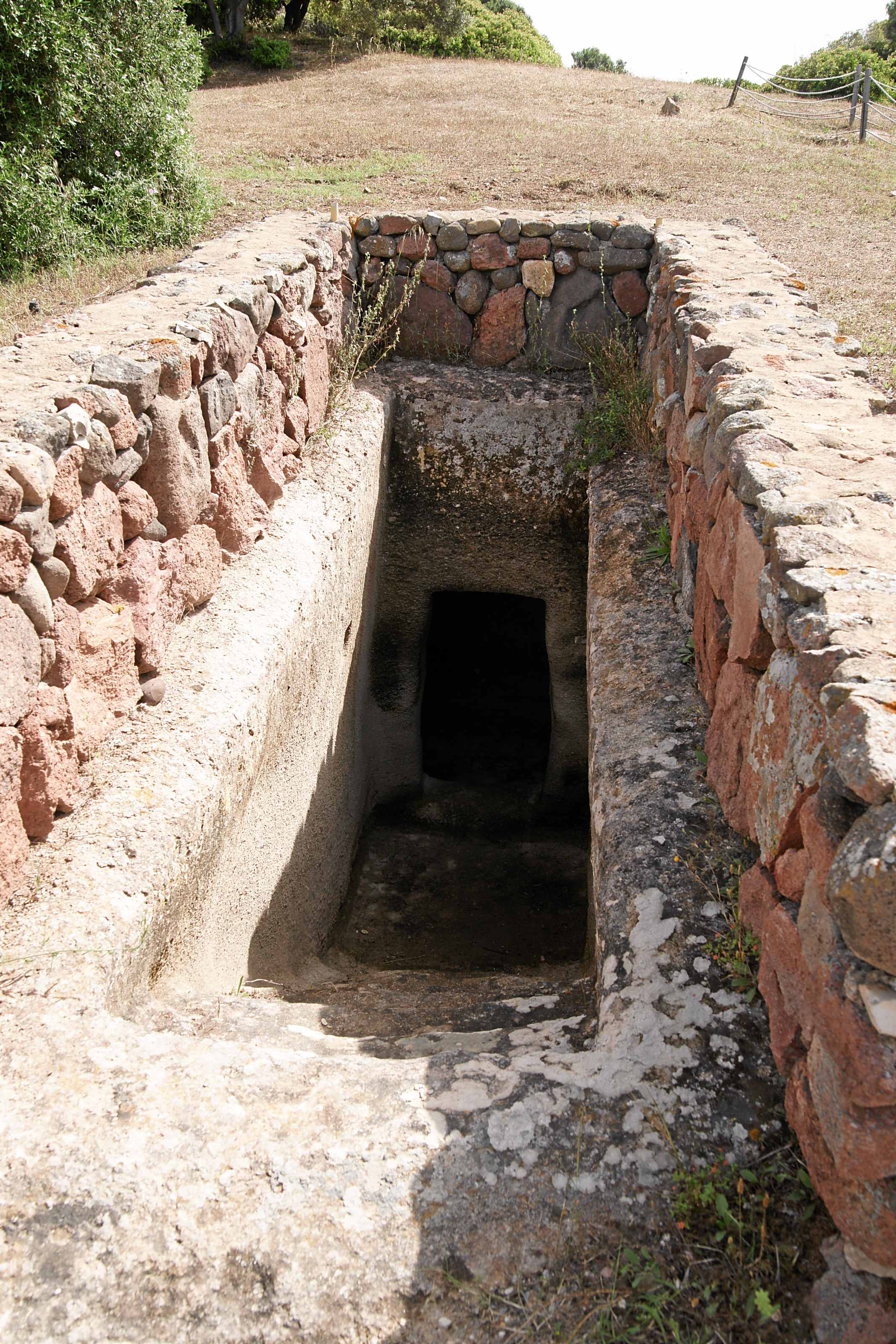
Phönizisches Grab in der Nekropole von Monte Sirai
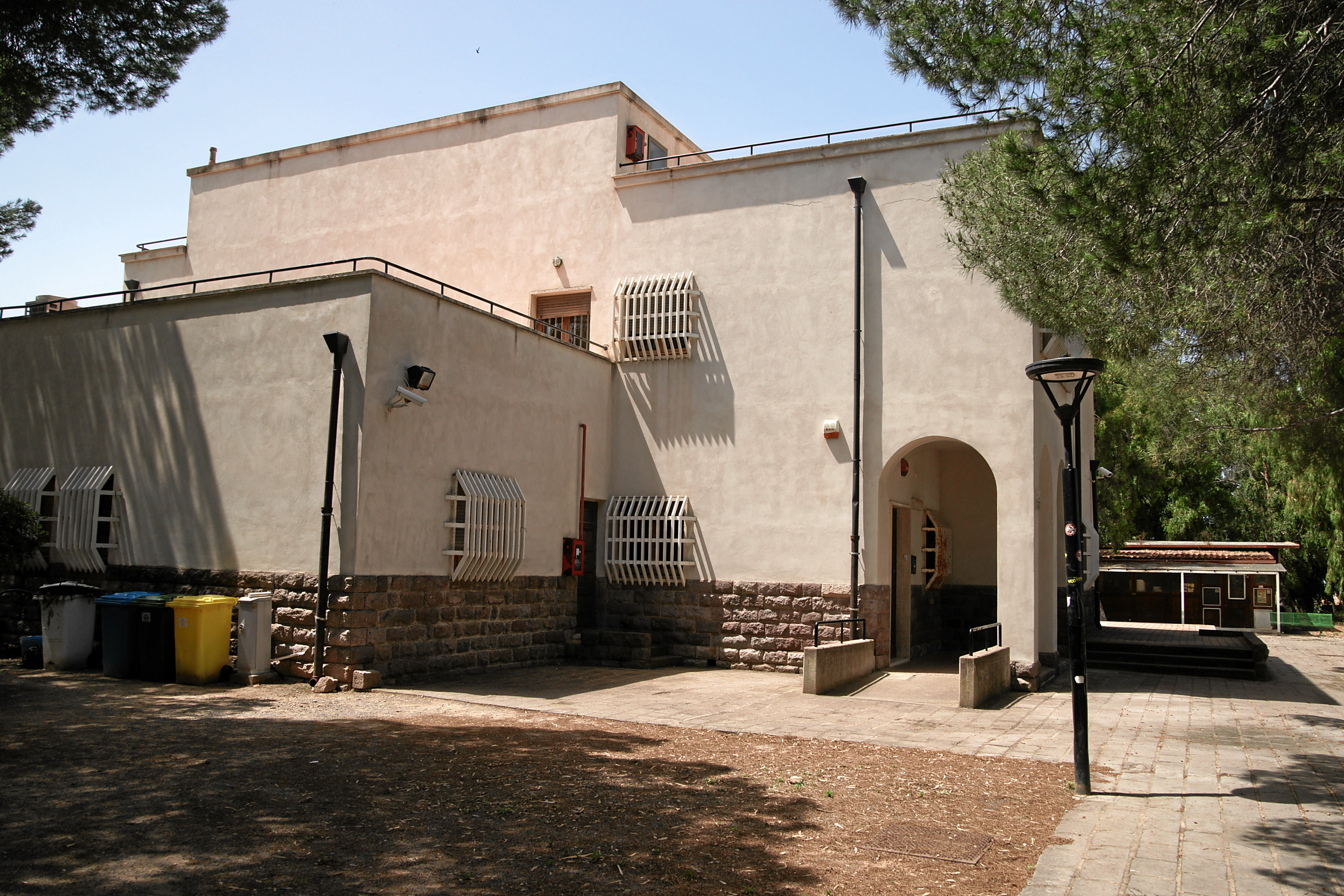
Museo archeologico
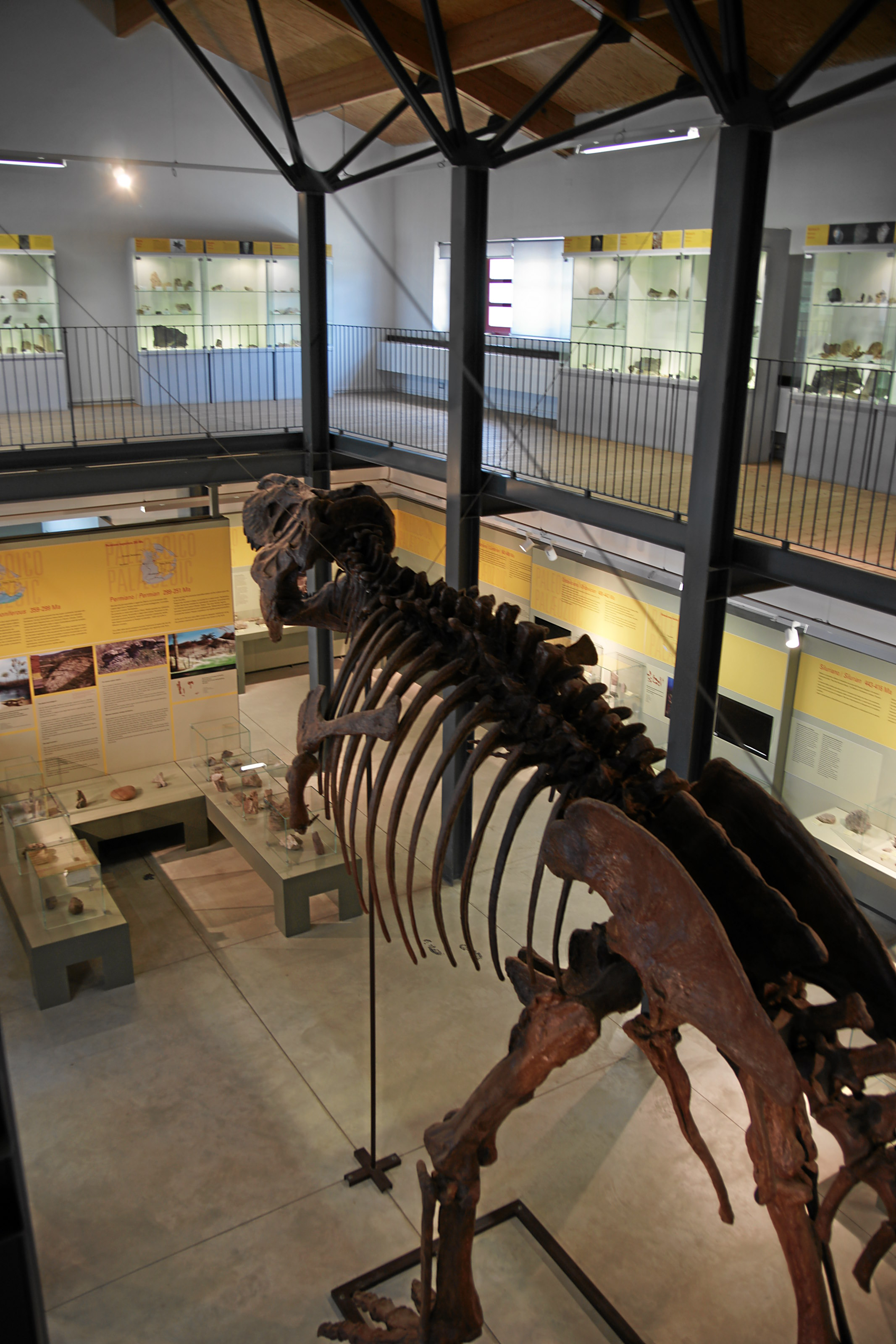
Im Museo Paleoambienti Sulcitani

## Verkehr

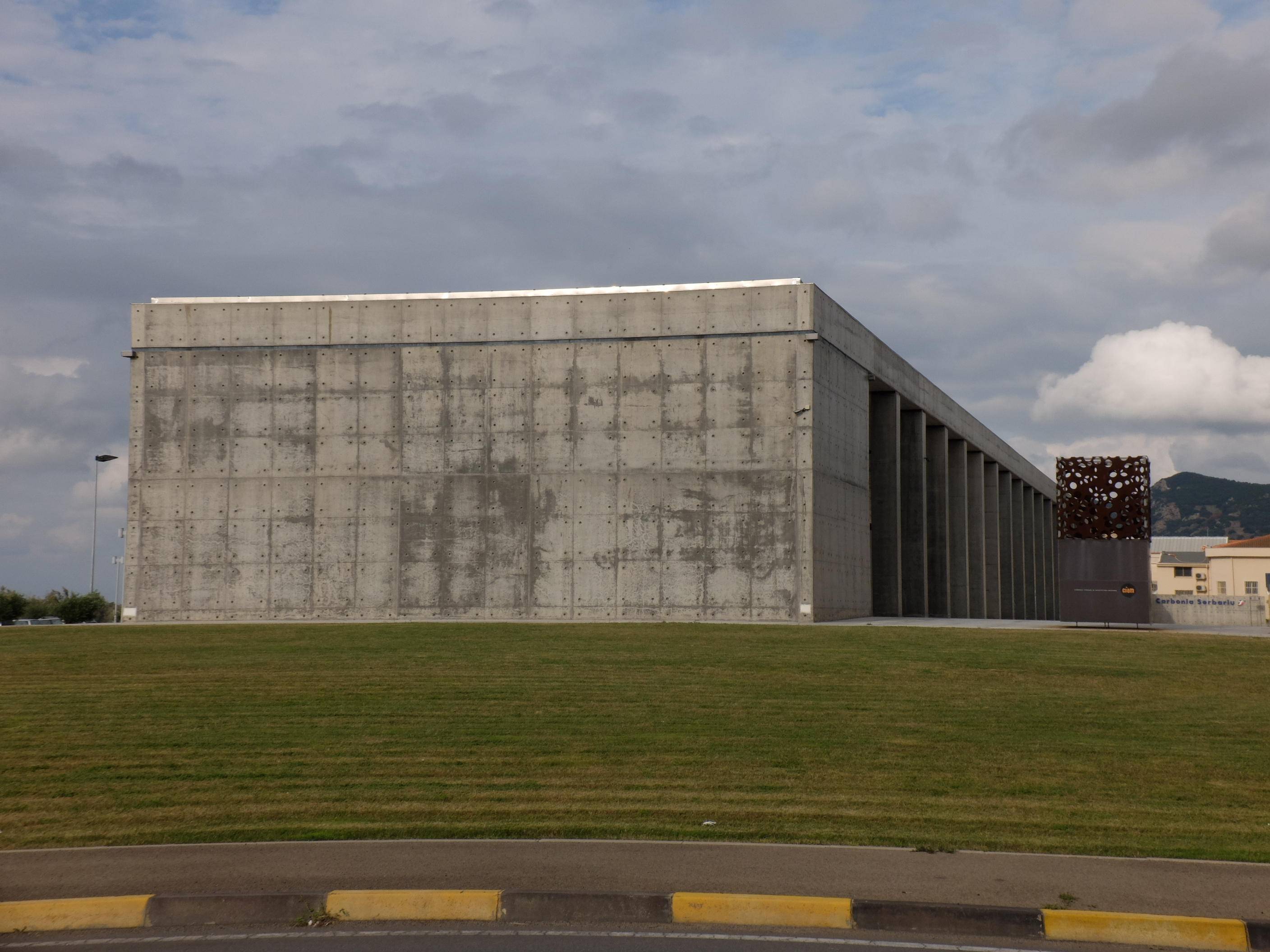
Bahnhof Serbariu

Carbonia hat als Personenbahnhof den Bahnhof Carbonia Serbariu, an dem die Bahnstrecke Villamassargia–Carbonia endet. Die Bahnstrecken nach Iglesias und Calasetta wurden in den 1970er Jahren aufgegeben, die Gleise später größtenteils abgebaut. Carbonia verfügt neben dem Bahnhof Mals (Südtirol) über den letzten erhaltenen Wendestern in Italien.

## Städtepartnerschaften
Carbonia pflegt seit dem Jahr 2002 eine Städtepartnerschaft mit Oberhausen und Behren-lès-Forbach.